# 帕多瓦犹太会堂

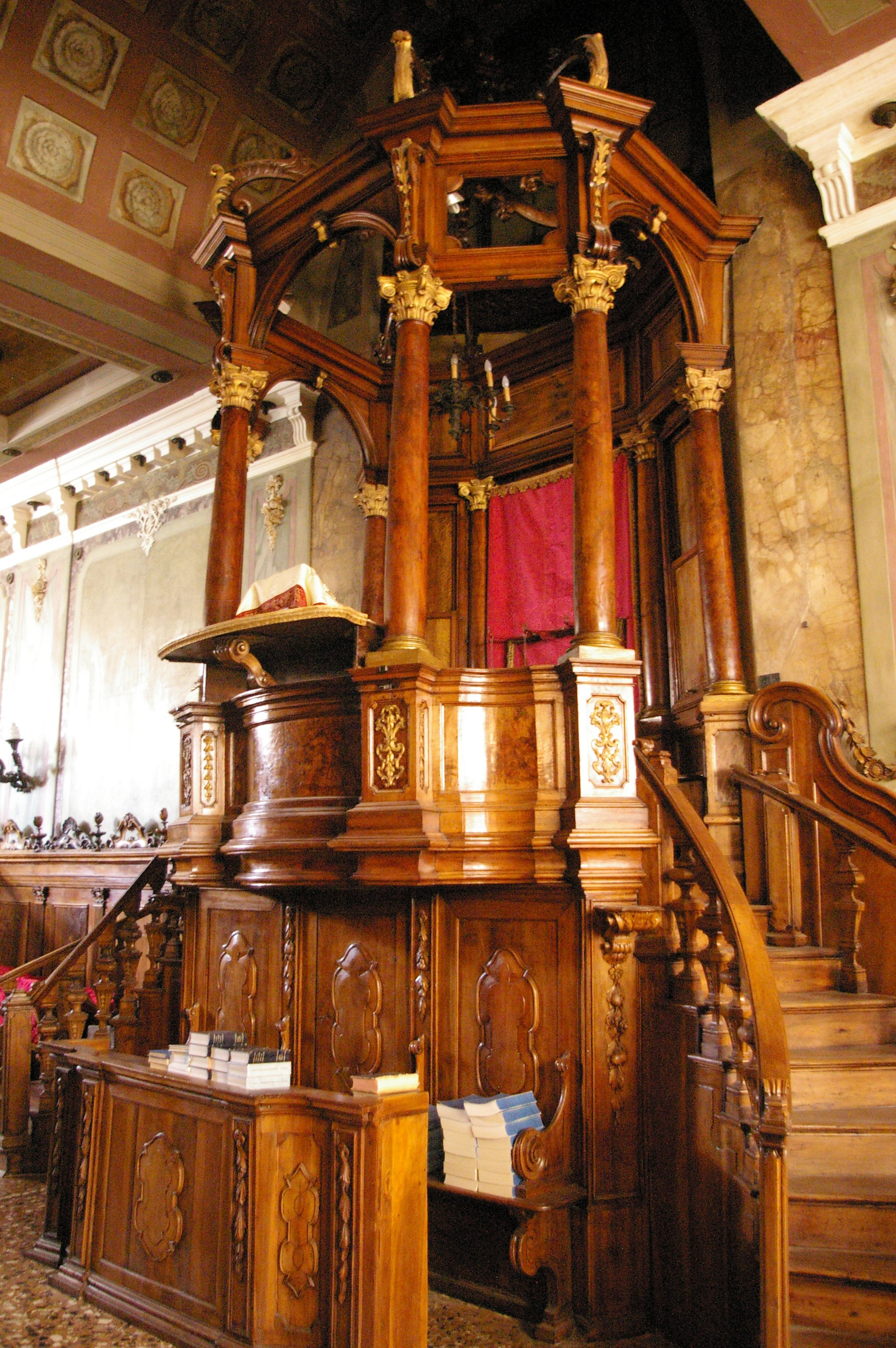
诵经坛

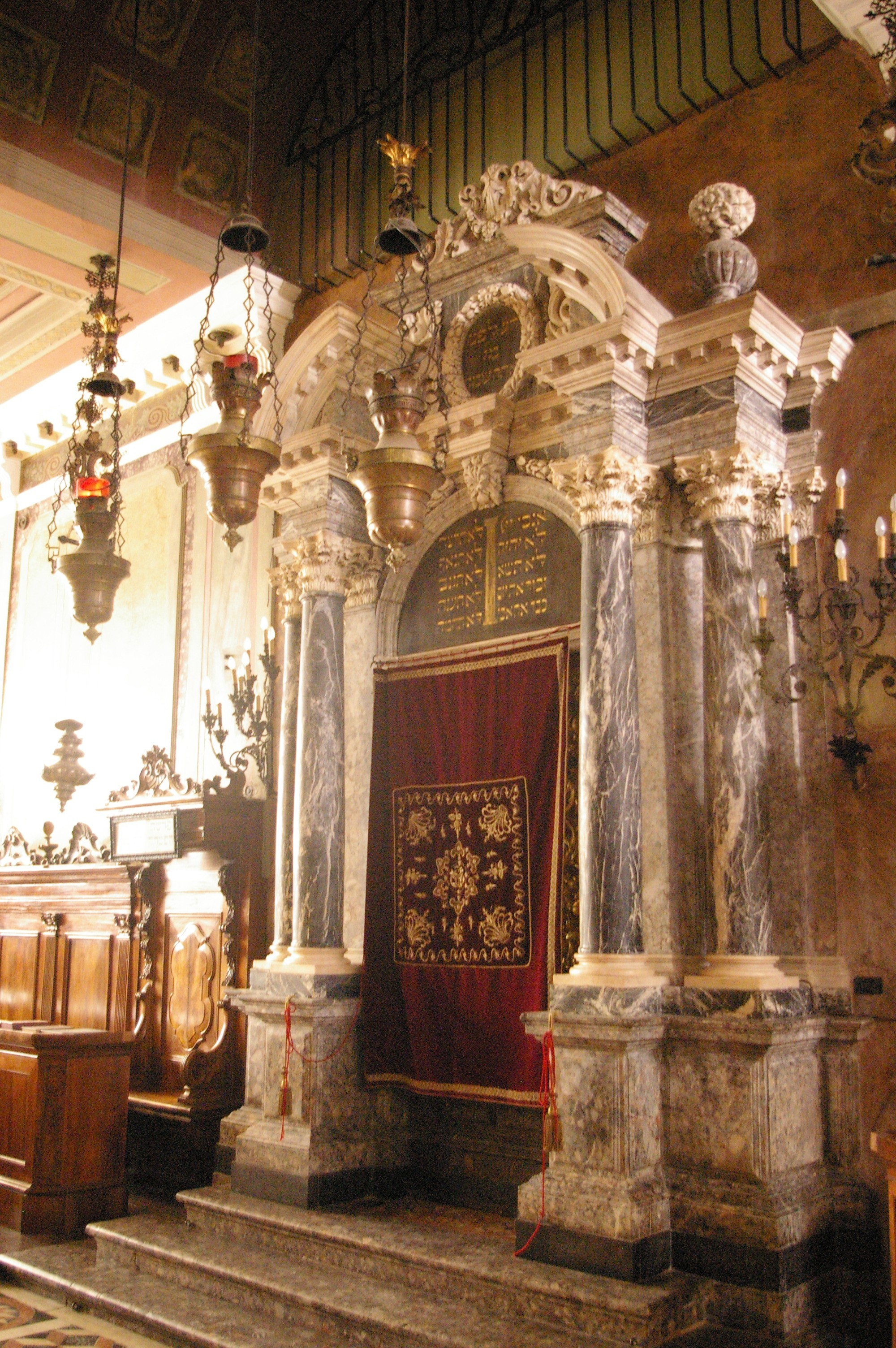
经柜

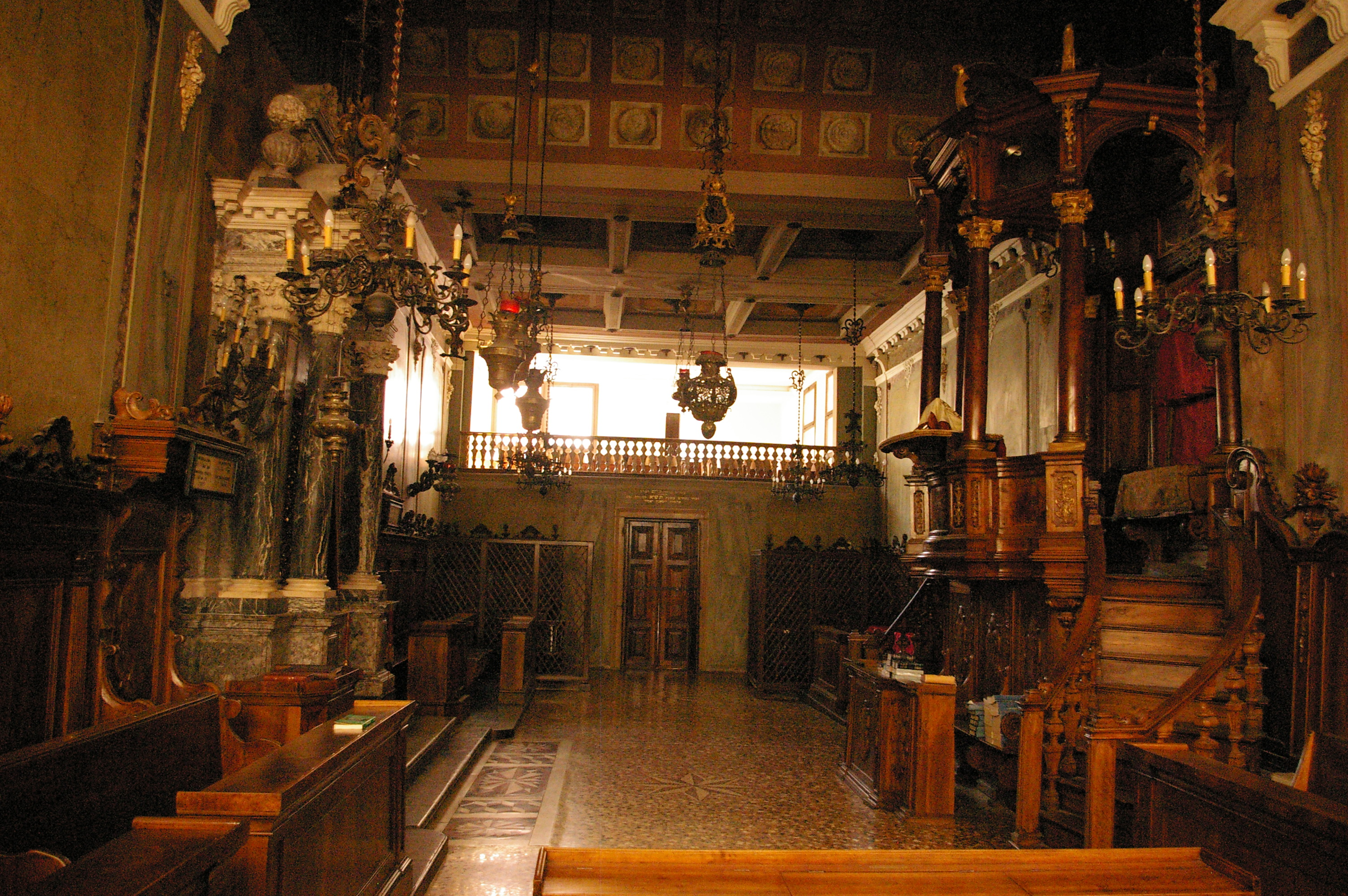

意大利帕多瓦犹太会堂是当地唯一仍在使用的犹太会堂。从文艺复兴至第二次世界大战，犹太教在帕多瓦大学城曾相当繁荣。
意大利犹太会堂建于1584年。会堂于1581年，1631年，1830和1865年进行修复。它在1892年关闭，修建现代的犹太会堂。被法西斯烧毁，战后重建。犹太会堂坐落在历史悠久的犹太隔都，圣马蒂诺街9号。与帕多瓦的犹太社区的办公室在同一栋建筑内。欢迎学生加入祈祷。游客可以通过联络犹太社区看到犹太会堂。
犹太会堂测量18乘77米。照例意大利犹太会堂，诵经坛和 经柜位于房间的相对侧，之间空出的空间用于游行。帕多瓦犹太会堂的不寻常之处是经柜和诵经坛放置在犹太会堂长侧的墙壁。
巴洛克式的经柜是用大学的著名植物园被雷击倒的悬铃木木材制成，有镀金的门，四个刻树叶脉络的黑色大理石的科林斯柱。